# アメリカン パイスクール
『アメリカン パイスクール』（原題：American High School）は、2009年にアメリカで公開されたDVDスルーの青春ロマンティック・コメディ映画。ショーン・パトリック・キャノンが脚本・監督を務め、ジリアン・マーレイ、オーブリー・オデイ、タラン・トリエロ、マーティン・クレバが出演している。2009年4月7日に米国で発売された 。トリニ・ロペスがプロムのパフォーマーとしてゲスト出演している。

## あらすじ
グウェンは、ライバルのヒラリー・ワイスがホールデン・アダムスを狙っていることを知り、慌ててホールデンと学生結婚をする。
そして、アメリカン・ハイスクールのシニア・イヤーの最終週、グウェンはホールデンとの離婚を考えていた。
彼女はヒラリーがプロムクイーンになろうと企むことで生じる問題に直面し、自らプロムクイーンに立候補することを決意する。しかし、グウェン夫婦がセックスをしているところをマン校長に見つかってしまう。辞職を迫られた校長は、アップル先生から職を取り戻すために、グウェンや他の教師、他の生徒たちと計画を練る。
その後、グウェンはプロムクイーンの栄冠を手に入れ（ヒラリーの票を先に握りつぶしたとはいえ）、夫を捨てて町を出ることを決意し、これでようやくヒラリーから解放される。
映画の最後には、ヒラリーがその乱れた行動のために男子学生から拒絶される姿が映し出される。

## キャスト
- グウェン・アダムズ - ジリアン・マーレイ
- ホールデン・アダムス - タラン・トリエロ
- ヒラリー・ワイス - オーブリー・オデイ
- マン校長 - マーティン・クレバ
- アップル先生 - ニッキー・シーラー・ジーリング
- ジョニー・オーサム - ブライアン・ドロレ
- ディキシー - アレックス・ミュレル
- ミスター・スース - パット・ヤンキェヴィチ
- キップ・ディック - ホイト・リチャーズ
- ゾーイ - アシュリー・アン・クック
- マット・ミステリオ - ジェームズ・E・フォーリー
- トリクシー - ダヴィダ・ウィリアムズ
- ティーピー - マキシー・J・サンティラン・ジュニア
- ジョー・オーサム - キャメロン・グッドマン